# Massenbewegung (Geologie)

Computeranimation: Hangrutsch im San Mateo County bei San Francisco, 1997

Eine Massenbewegung, Hangbewegung oder Rutschung ist ein geomorphologischer Prozess, bei dem eine gewisse Masse an Böden, Regolith und Felsen samt darauf stehenden Lasten unter dem Einfluss der Gravitation durch die antreibende Wirkung einer Komponente der Schwerkraft hangabwärts in Bewegung kommt. Typisch ist das Auftreten einer Gleitebene zwischen ruhend bleibendem Untergrund und darüber sich abgleitend bewegenden Massen. Start und Erhalt der Bewegung erfolgt unter Überwindung von Kohäsion, Reibungskraft und Strömungswiderstand.
Feste Barrieren, geringer werdendes Gefälle, das Erreichen einer Ebene oder Gegenhangs bremsen den Vorgang vorne. Je nach Geschwindigkeit – proportional zur Bewegungsenergie – kann die Massenträgheit ein Zusammenschieben und Übereinanderlaufen der Massen bewirken. Am Ende des Abklingvorgangs kann die aktuelle Gleitfläche im Material höhersteigen und in Bewegungsrichtung zuletzt sogar bergauf verlaufen.
Massenbewegungen können in Form von Kriechen, Gleiten, Fließen, Schießen, Kippen oder Fallen auftreten – jeweils mit ihren eigenen charakteristischen Eigenschaften – und können in ihrem Ablauf zwischen Sekunden und Jahren dauern. Massenbewegungen finden sowohl an der Landoberfläche als auch in submarinem Terrain statt und wurden außer auf der Erde auch auf dem Mars und der Venus beobachtet.

## Überblick

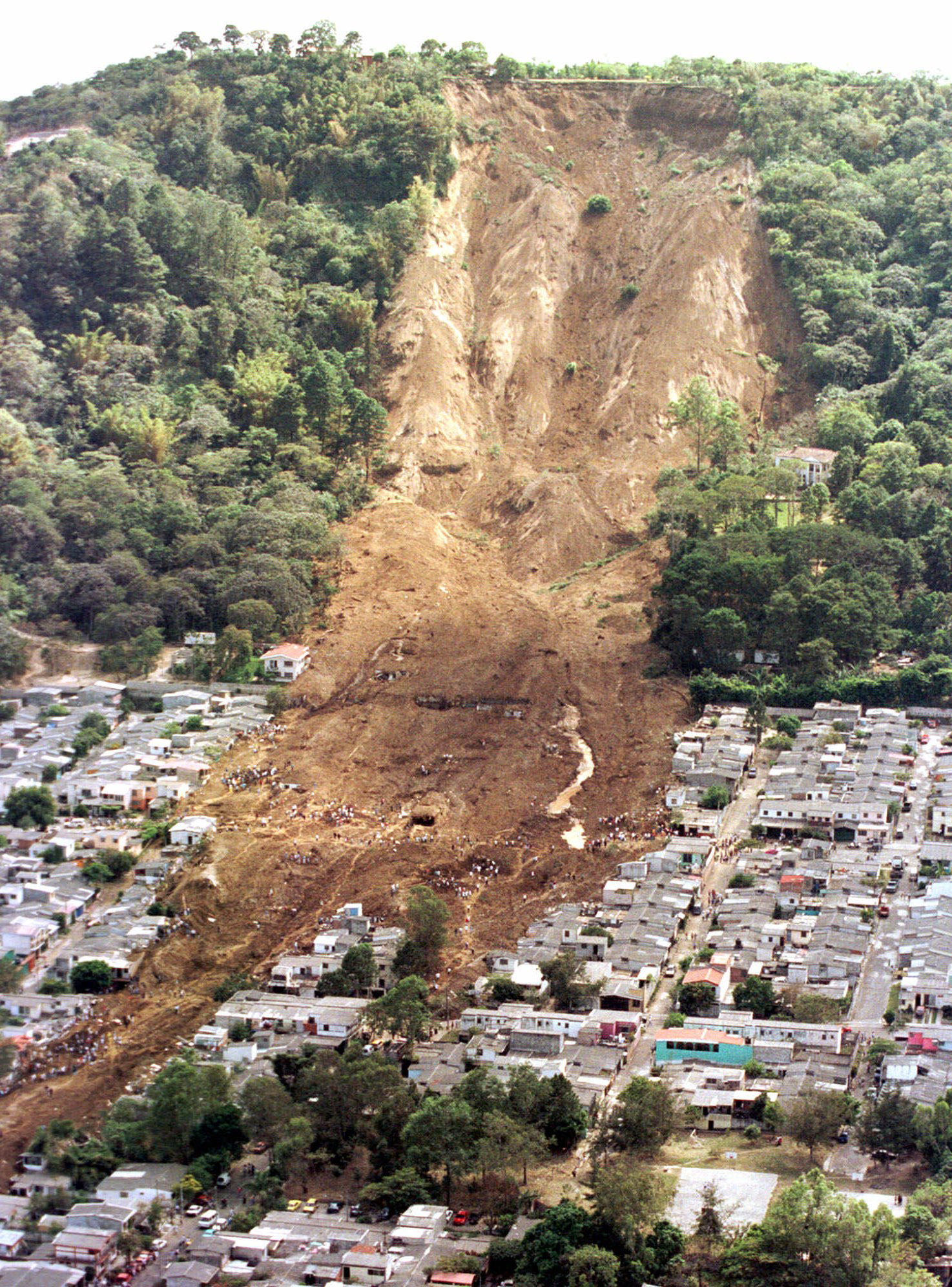
Erdrutsch in El Salvador nach dem Erdbeben in El Salvador Januar 2001

Wenn die Gravitationskraft auf einen Hang einwirkt und die Reibungskraft überschreitet, kommt es zur Massenbewegung. Die Festigkeit und Kohäsion des Hangmaterials und die Höhe der internen Reibung helfen, die Hangstabilität aufrechtzuerhalten. Man spricht in diesem Zusammenhang auch von der Scherkraft. Der steilste Winkel, den ein kohäsionsloser Hang aufweisen kann, ohne seine Stabilität zu verlieren, wird als Reibungswinkel bezeichnet. Besitzt ein Hang diesen Winkel, hält die Scherkraft die einwirkende Gravitation genau im Gleichgewicht.
Massenbewegungen können sehr langsam ablaufen, insbesondere in Gebieten, die sehr trocken sind oder in denen ausreichend Niederschlag gefallen ist, sodass sich eine stabilisierende Vegetationsdecke bilden konnte. Sie können aber auch mit einer sehr hohen Geschwindigkeit ablaufen, in Form von Felsstürzen oder Erdrutschen etwa, die verheerende Konsequenzen haben können, welche entweder sofort oder verzögert auftreten (etwa in Form eines Abdämmungssees).
Faktoren, die das Potential von Massenbewegungen verändern können, sind: Änderung der Hangneigung, Schwächung des Materials durch Verwitterung, Erhöhung des Wasseranteils, Veränderung der Vegetationsbedeckung.

## Prozesse und Formen von Massenbewegungen

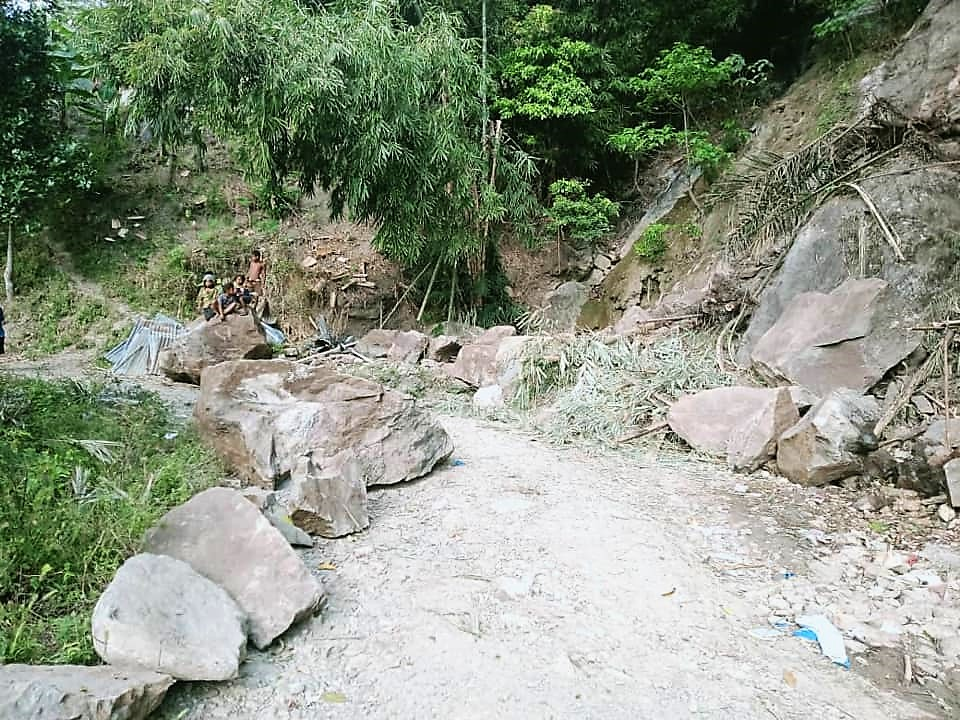
Steinschlag in Osttimor aufgrund von Regenfällen

Massenbewegung gehört zu den Prozessen der flächenhaften Erosion (Denudation). Hinsichtlich ihrer Dynamik können verschiedene Typen von Massenbewegung unterschieden werden:
- Sturzdenudation und Rutschungen haben eine hohe Geschwindigkeit. Die Massenbewegungen finden entweder durch Stürzen, Gleiten, Fließen oder Kriechen statt. Dementsprechend werden verschiedene schnelle Massenbewegungen unterschieden:
  - Stürzen
    - Steinschlag, Blocksturz
    - Felssturz
    - Bergsturz

  - Gleiten
    - Slump (Rotations-Block-Rutschung)
    - Erdrutsch, Bergrutsch
    - vulkanische Trümmerlawine

  - Fließen
    - Schuttstrom:
      - Murgang, Mure, Rüfe
      - Lahar, Schlammstrom in vulkanischen Ablagerungen

    - Körnerstrom (grain flow): Sandrutschung u. a.
    - Solifluktion (Bodenfließen)

  - Kriechen
    - Bodenkriechen, unter anderem mit der Bildung von Plaiken
    - Hangkriechen, beispielsweise ein Talzuschub
    - Bewegung von Schutt- und Blockhalden
    - Blockgletscher
    - Kriechdenudation ist eine sehr langsame Hangabwärtsbewegung von Lockermaterial. Kriechvorgänge können als kontinuierliche Bewegung, durch das fortlaufende Versetzen des Materials aufgrund von Expansions- und Kontraktionsvorgängen von Ton und Wasser oder durch Regen induziertes Splash-Kriechen ausgelöst werden.

  - Hybrid–kompexe Massenbewegung: Die gravitativen Prozesse treten in Kombination oder sequenziell auf, wobei die ursprüngliche Form der Massenbewegung in eine andere transformiert wird.[1]

Sedimentationsfolgen, geologisch betrachtet:
- Turbidit (im Wasser)
- Lamina (Feinstschichtungen)

## Die Bedeutung von Wasser für Massenbewegungen

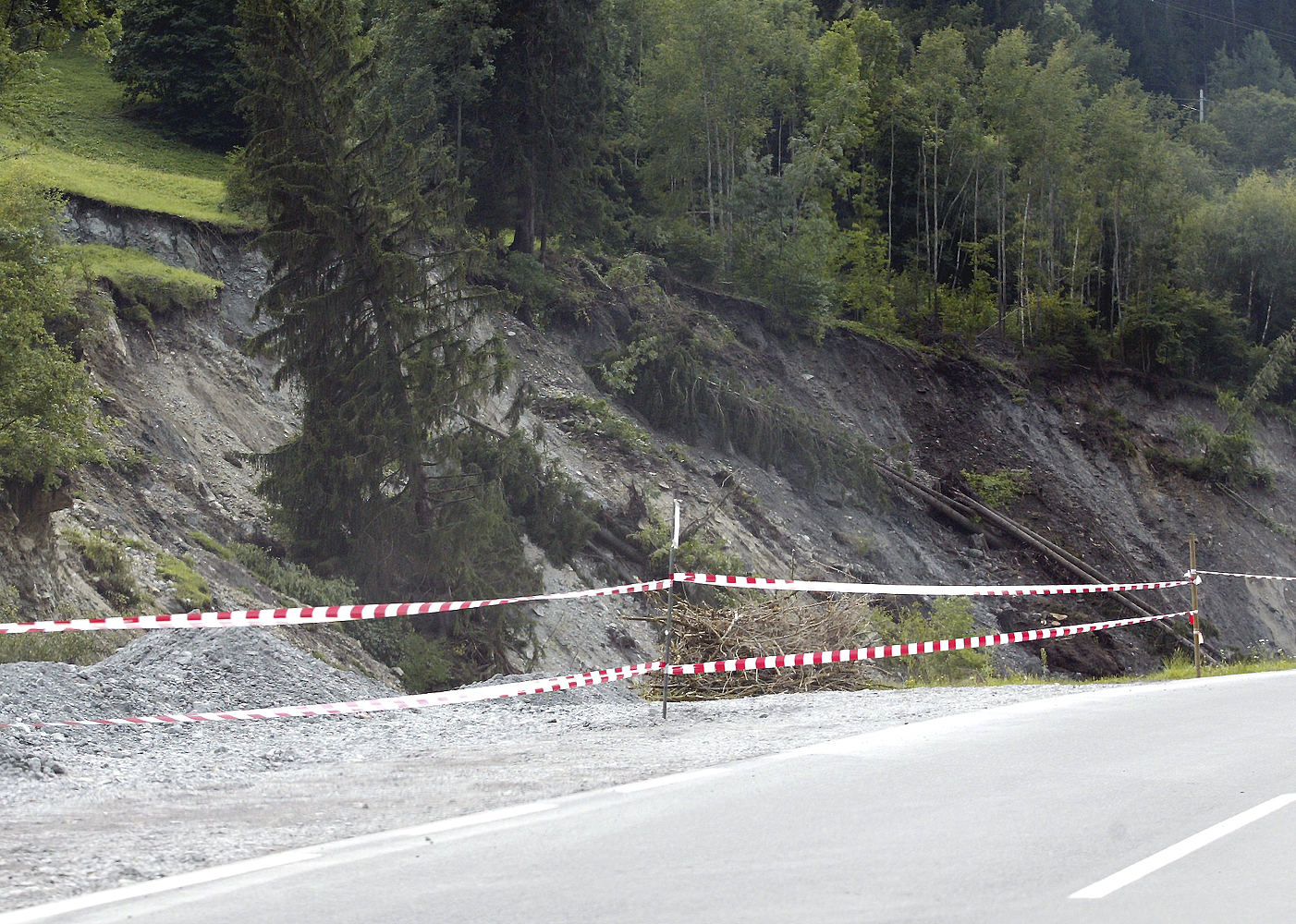
Hangrutsch nach dem Alpenhochwasser 2005

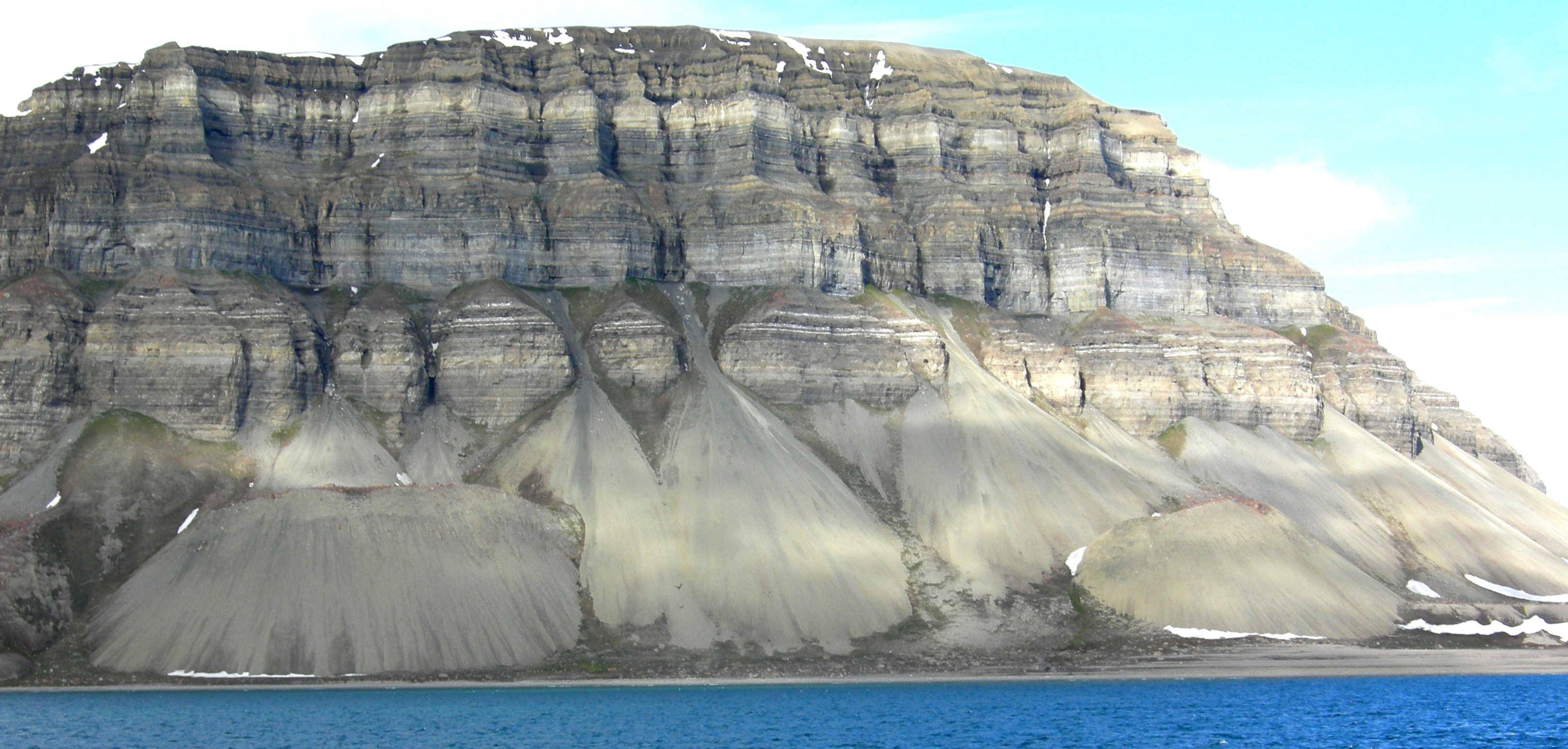
Isfjorden, Spitzbergen, Norwegen

Wasser kann die Stabilität eines Hanges vergrößern oder verringern, abhängig von der vorhandenen Wassermenge. Geringe Mengen von Wasser können aufgrund der Oberflächenspannung des Wassers Böden stärken, da dem Boden so eine erhöhte Kohäsion zukommt. Dies erlaubt dem Boden, erosionsresistenter zu sein, als wenn er trocken wäre.
Ist jedoch zu viel Wasser vorhanden, fungiert es als eine Art Gleitmittel und beschleunigt somit Erosionsprozesse, die in verschiedenen Arten von Massenbewegungen resultieren (z. B. Muren, Erdrutsche,…). Gut vorstellen kann man sich dies, wenn man an eine Sandburg denkt. Der Sand muss mit Wasser vermischt werden, um seine Form zu halten. Fügt man dem Sand zu viel Wasser hinzu, rinnt der Sand davon; verwendet man zu wenig Wasser, fällt der Sandhaufen zusammen, da er nicht in Form gehalten werden kann.
Bei Rutschungen unter Wasser kann Energie aus der Rutschung in einen Tsunami übergehen, wie es z. B. für den Neufundlandbank-Tsunami von 1929 festgestellt wurde.

## Dispositive, auslösende und kontrollierende Faktoren
Grundsätzlich können drei Gruppen von Faktoren zur Charakterisierung gravitativer Massenbewegungen unterschieden werden: Dispositive, auslösende und kontrollierende Faktoren.
Dispositive Faktoren betreffen die Eigenschaften des Hangs, insbesondere seine boden- und felsmechanischen sowie seine hydrologischen Eigenschaften. Diese Faktoren lösen die Massenbewegung zwar nicht aus, destabilisieren ihn aber und bereiten so die Massenbewegung vor. Sie versetzen den Hang von einem stabilen in einen instabilen Zustand. Zu den dispositiven Faktoren und Prozessen gehören:
- Scherfestigkeit
- Klimaänderungen
- Klüftung
- Entwaldung
- Tongehalt
- Überkonsolidierung
- Verwitterung

Böden und Regolith verweilen auf einem Hang, solange die Gravitationskraft nicht die Reibungskraft übersteigt, die das Material an Ort und Stelle hält. Faktoren, die diesen Reibungswiderstand verringern, können sein:
- seismische Aktivität
- Überlastung durch Bebauung
- erhöhter Anteil an Bodenfeuchte
- Verringerung der Wurzeldichte, welche die Erde im Untergrund festhält
- Verwitterung durch Frosthebung
- Bioturbation
- Submarine Gashydrate
- Extremniederschlag
- Hangunterschneidung
- Natürliche Auflast

Kontrollierende Faktoren bestimmen den Verlauf einer Massenbewegung. Sie kontrollieren Bewegungspfad, Reichweite und Geschwindigkeit der bewegten Masse. Eine gute Kenntnis dieser Faktoren ist wesentlich für die Naturgefahrenanalyse. Zu den kontrollierenden Faktoren und Prozessen gehören:
- Hangkrümmung
- Hangneigung
- Bewaldung
- Gerinneverbau